# Spatangus
Spatangus is een geslacht van zeesterren, en het typegeslacht van de familie Spatangidae.

## Soorten
Recent
- Spatangus altus Mortensen, 1907
- Spatangus beryl Fell, 1963
- Spatangus californicus H.L. Clark, 1917
- Spatangus capensis Döderlein, 1905
- Spatangus diomedeae Fell, 1963
- Spatangus luetkeni A. Agassiz, 1872
- Spatangus mathesoni McKnight, 1968
- Spatangus multispinus Mortensen, 1925
- Spatangus pallidus H.L. Clark, 1908
- Spatangus paucituberculatus A. Agassiz & H.L. Clark, 1907
- Spatangus purpureus O.F. Müller, 1776 (Purperen zeeklit)
- Spatangus raschi Lovén, 1869
- Spatangus subinermis Pomel, 1887
- Spatangus thor Fell, 1963

Uitgestorven
- Spatangus baixadoleitensis Maury, 1934 †
- Spatangus glenni Cooke, 1959 †
- Spatangus tapinus Schenck, 1928 †